# Alvis Silver Eagle
Der Alvis Silver Eagle war eine PKW-Modellreihe, die Alvis zunächst von 1930 bis 1931 als Nachfolger des Modells 14/75 und sodann von 1934 bis 1936 fertigte.
Allen Fahrzeugen gemeinsam war der Sechszylinder-Reihenmotor mit hängenden Ventilen sowie die beiden Starrachsen, die an Längsblattfedern aufgehängt waren. Alle Modelle waren als Tourenwagen, Roadster, Limousine oder als Cabriolet erhältlich.
1930 erschienen die Modelle SA und SD. Beide wiesen einen Radstand von 2845 mm auf. Der SA war mit 3962 mm etwas kürzer, mit 1600 mm aber breiter und hatte einen Motor mit 2148 cm³ Hubraum (Bohrung × Hub = 67,5 mm × 100 mm), der eine Leistung von 72 bhp (53 kW) abgab. Der SD war 4013 mm lang und nur 1511 mm breit; sein Motor wies mit 1991 cm³ (Bohrung × Hub = 65 mm × 100 mm) aber einen geringeren Hubraum auf.
Mit seiner größeren Breite und dem hubraumstärkeren Motor war der SA für eher komfortorientierte Karosserieaufbauten geeignet, der schmalere, hubraumschwächere SD hingegen für sportlichere Karosserieaufbauten, mit denen auch Motorsport in der damals beliebten 16 h.p.- bzw. Zweiliter-Klasse betrieben werden konnte. Beide Motoren erhielten ihr Gemisch über drei SU-Vergaser zugeteilt. Die Höchstgeschwindigkeit der Wagen lag bei 136 km/h.
1931 wurden beide Modelle vom TB und SE abgelöst. Deren Fahrgestelle hatten mit 3010 mm einen größeren Radstand und die Fahrzeuglänge war auf 4115 mm gewachsen. Der TB war mit dem größeren Motor des SA ausgestattet, der allerdings nur über einen einzelnen Zenith-Vergaser verfügte.
Ab 1932 bemühte sich Alvis, sich mit neuen Sechszylindermodellen in höheren Marktsegmenten zu positionieren. Der Speed 20 war etwas länger und deutlich sportlicher, der 1933 hinzugekommene Crested Eagle wesentlich länger.
Nachdem sich die beiden neuen größeren Modelle etabliert hatten, präsentierte Alvis 1934 erneut ein Modell Silver Eagle. Das Modell SF übernahm den Radstand und Motor vom TB. Allerdings waren die Wagenlänge auf 4255 mm und die Wagenbreite auf 1588 mm gewachsen und der Motor wurde wieder von drei SU-Vergasern beatmet. Die Höchstgeschwindigkeit lag nun bei 120 km/h.
Mitte 1935 wurde der SF vom Modell SG abgelöst. War die Karosserie gleich geblieben, so hatte der Motor nun 110 mm Hub, was zu einem Hubraum von 2362 cm³ führte. Dieser Motor leistete 66 bhp (48,5 kW) bei 4200/min. Es blieb weiterhin bei den drei SU-Vergasern. Auch die Höchstgeschwindigkeit blieb unverändert.
1936 wurde die Baureihe endgültig durch das Modell Silver Crest ersetzt.

## Galeriebilder

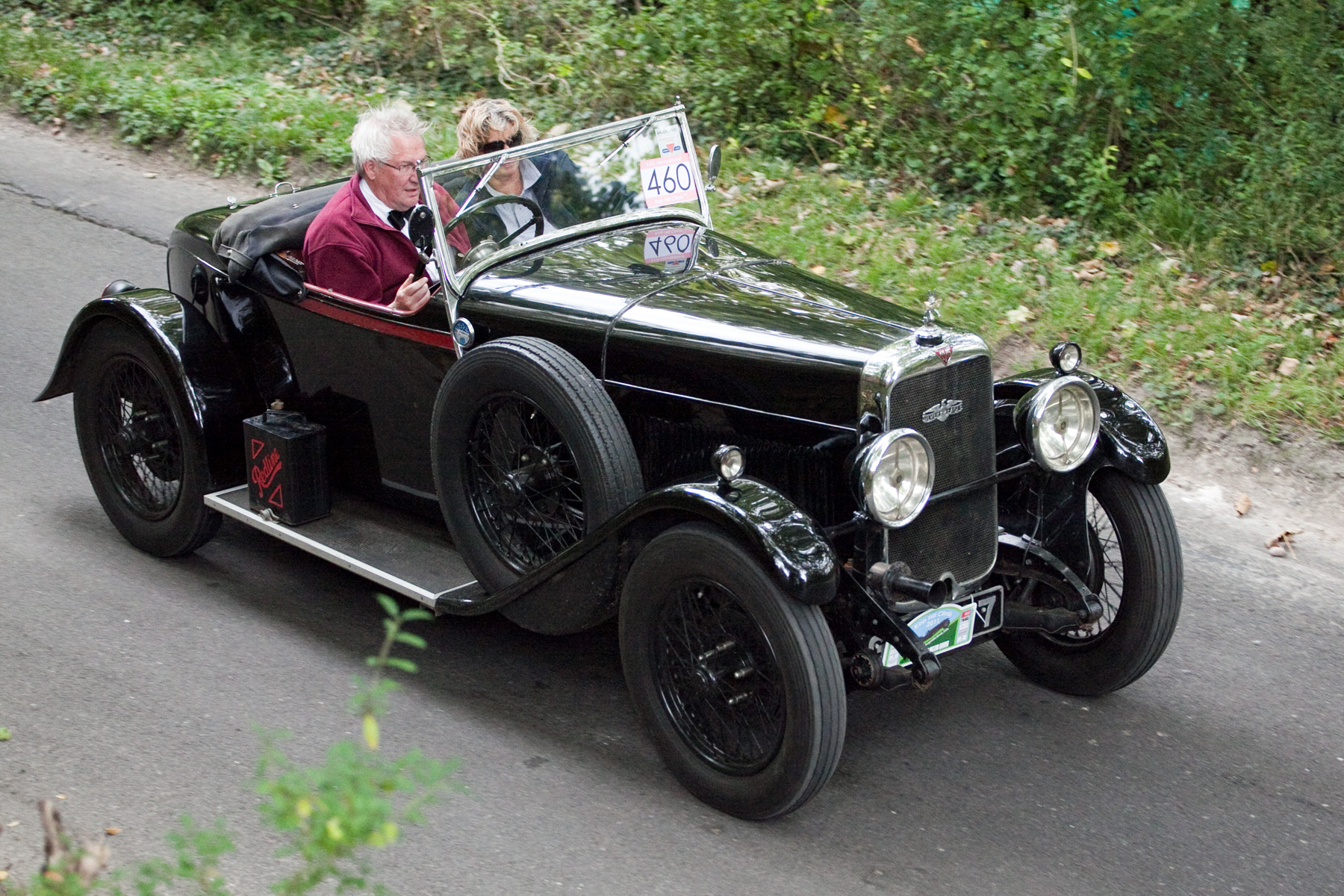
Alvis Silver Eagle SE Roadster (1931)
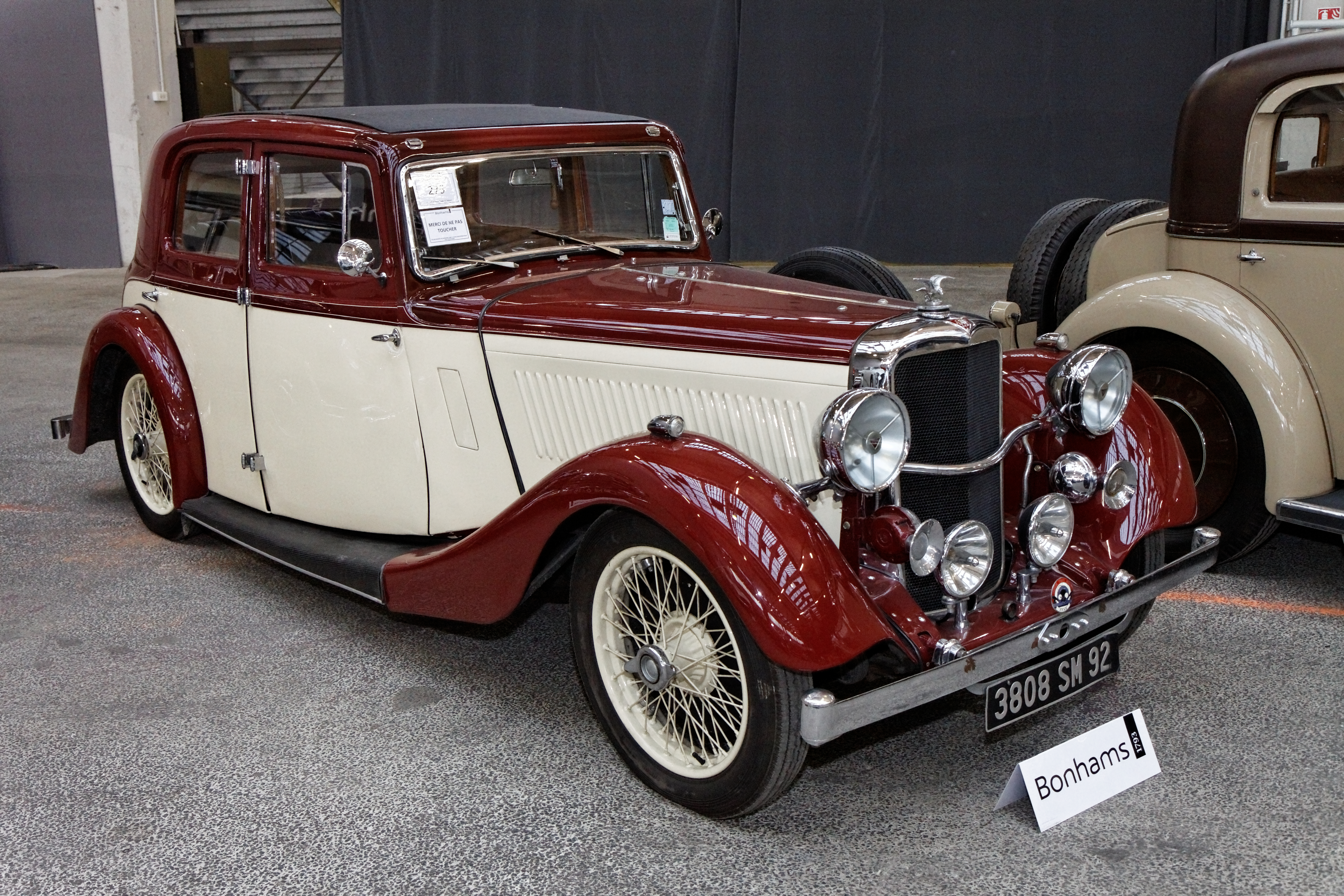
Alvis Silver Eagle SG Limousine (1936)
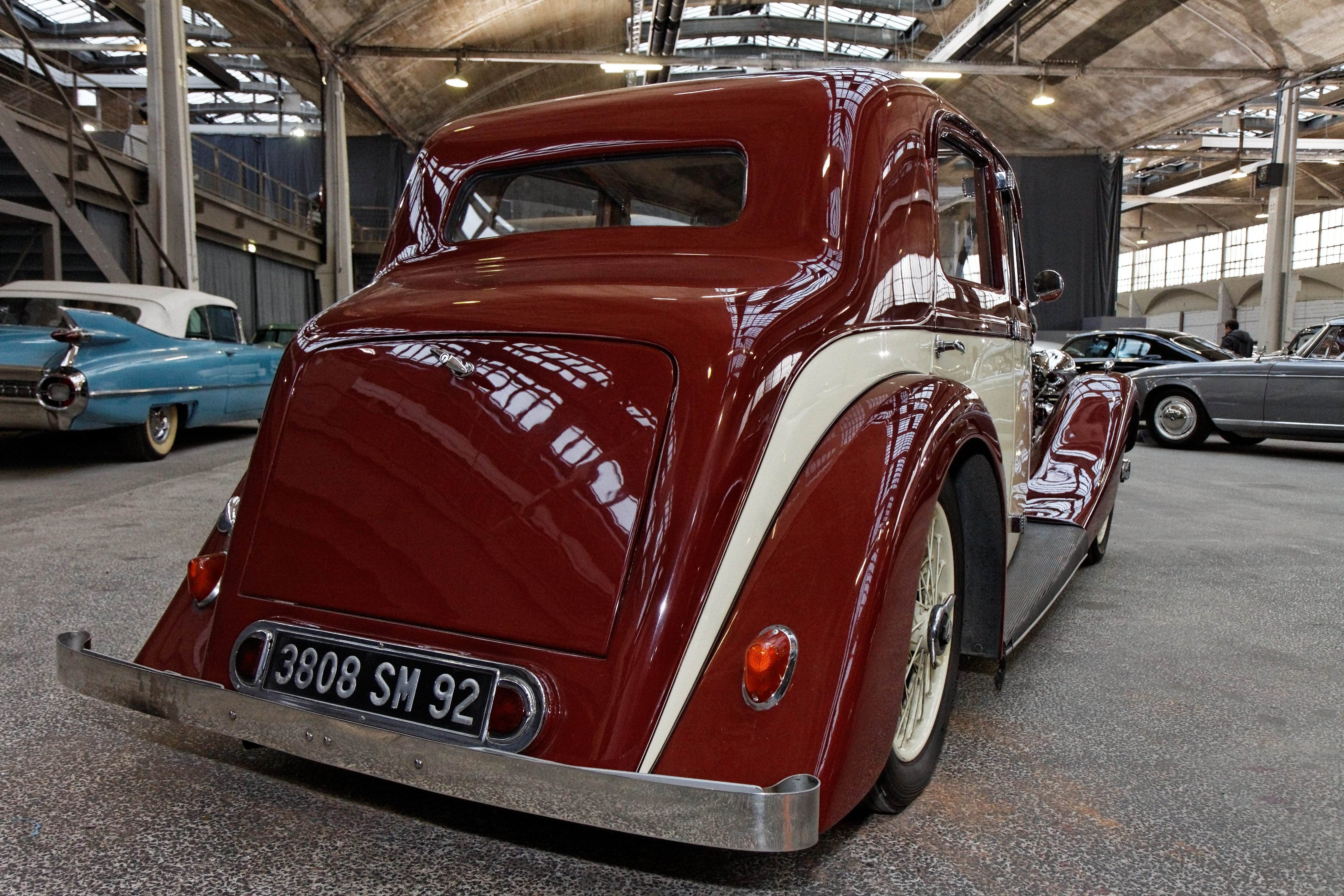
Heckansicht
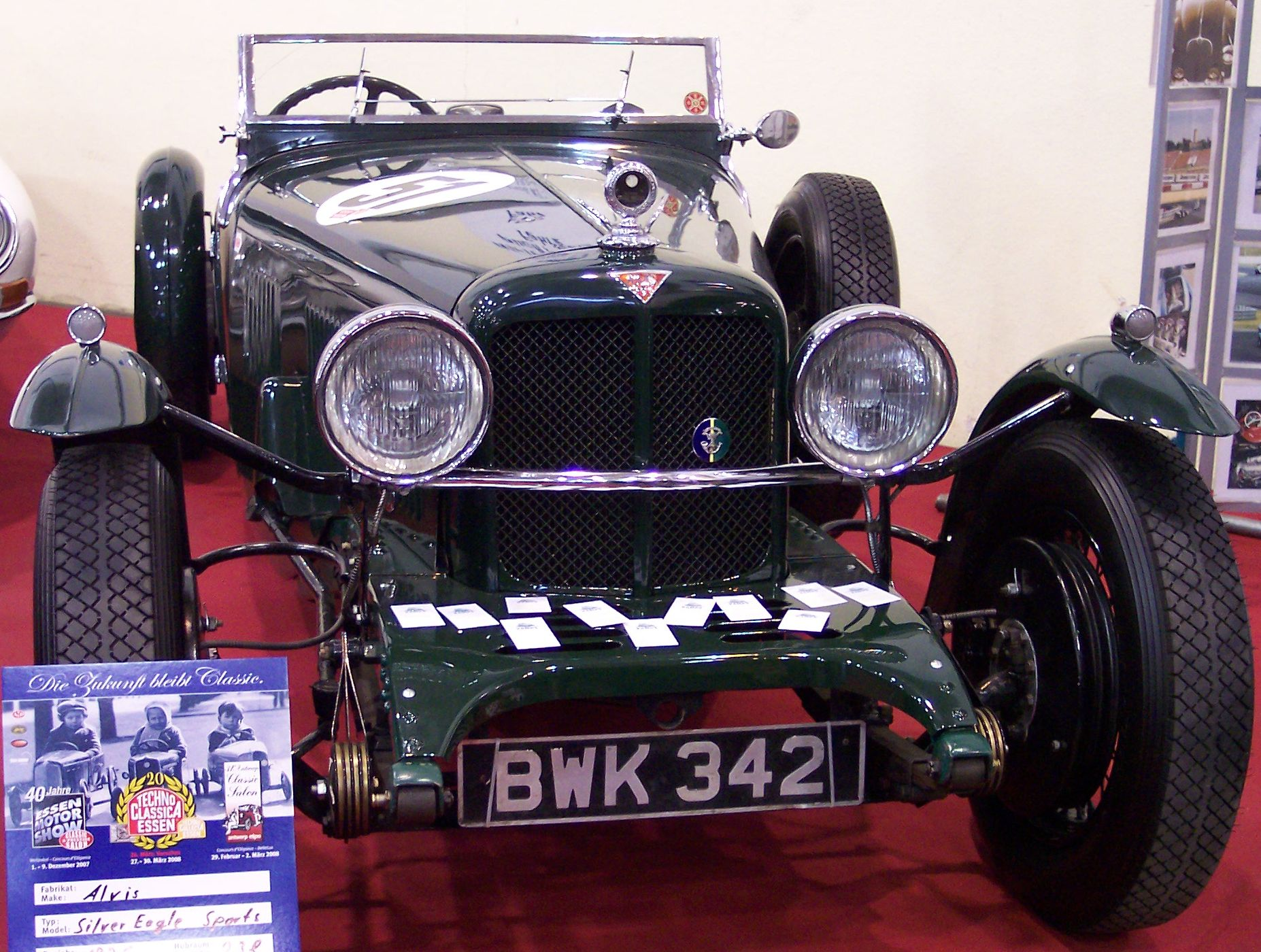
Alvis Silver Eagle SG Sports Roadster (1936)